# حصار صور (1111)
حصار صور (1111) هو حصار فرضه الصليبيون على مدينة صور مرتان للسيطرة عليها وتوسيع نفوذ مملكة بيت المقدس ولكن الحصار تم صده من الفاطميين وباء بالفشل 

## الحصار الاول
توجه بالدوين الأول ملك بيت المقدس إلى صور لحصارها ، فأمر القوات الصليبية أن تهجم على المدينة، وحاصرت الجيوش المدينة وقاوم الفاطميون بكل شدة واستعصى عليهم دخولها  وخرج طغتكين وخيم ببانياس وجهز الجنود لمساعدة صور

## انسحاب الصليبيين
انسحب الصليبيين وتوجهوا إلى حصن الحبيس واقتحموه عنوة وقتلوا كل من فيه 

## الحصار الثاني
خرج بالدوين الأول إلى صور وعمل الابراج،واخذ يقاتلها ويتقدم كل يوم ، فهجم عليهم طغتكين لينشغلوا عن المدينة، وخندق عليهم ولم ينتبه الصليبيون له لأنهم كانوا في الرملة، والميرة تصل إليهم من صيدا في المراكب، وركب طغتكين البحر وهجم على صيدا وقتل منهم كثير واعرف سفنهم ووصل صور وانشئ الصليبيون برجان لتقوية الحصار، وخرج أهل المدينة بالنفط وأحرقوا البرج الاول واكلت النيران البرج الثاني فاطفائها الصليبيون وطموا الحندقفتحيّل واحد من المسلمين له خبرة بالحرب فعمل كباشا من أخشاب تدفع البرج الذي يلصقونه بالسور ثم تحيّل في حريق البرج الكبير حتّى أحرقه، وخرج المسلمون فأخذوا منه آلات وسلاحا فانسحب بالدوين الأول من المدينة، وخرج منها وقد قتل من جيشه الفان مقاتل 